# بوریس آکونین
بوریس آکونین (به روسی: Борис Акунин) با نام اصلی گْریگُلْ چْخارْتیشْویلی (به گرجی: გრიგოლ ჩხარტიშვილი) در سال ۱۹۵۶ در شهر زستاپونی واقع در کشور گرجستان زاده شد. وی نویسنده‌ای اهل روسیه با اصالت گرجی است. پدرش یک گرجی و مادرش یک یهودی بود. این نویسنده تا کنون کتاب‌هایی پرفروش با موضوعات جنایی و پلیسی نگاشته است که برایش شهرت بین‌المللی به ارمغان آورده‌اند. تاکنون بیش از ۱۸ میلیون نسخه از کتاب‌هایش به فروش رفته‌اند و به سی زبان ترجمه شده اند. این نویسنده، مترجم نیز هست و در ادبیات ژاپنی تبحر خاصی دارد.
بوریس آکونین فعال سیاسی نیز هست و از مخالفان دولت روسیه و ولادیمیر پوتین رئیس جمهور روسیه به شمار می‌رود.